# Honeymoon (canción)
«Honeymoon» es una canción de la cantautora estadounidense Lana Del Rey coescrita junto a Rick Nowels. El audio de la canción fue subido en su cuenta de YouTube el 14 de julio de 2014 y fue lanzado para comprar como el segundo sencillo promocional el 7 de septiembre de 2015, para su cuarto álbum de estudio Honeymoon.